# 堤一等
堤 一等（つつみ いっとう、生没年不詳）は江戸時代の堤派の絵師。

## 来歴
3代目堤等琳の門人。画姓として堤を称しており、一等と号す。文化期に作画をしている。同門の堤秋栄、堤秋月との合作の摺物美人画「宇治茶摘之図」が知られる